# دنا جنيني من دون خلية
الدنا الجنيني من دون خلية أو الدنا الجنيني الحر (بالإنجليزية: Cell-free fetal DNA)‏ واختصارا (دناسفف) وبالإنجليزية (cffDNA) هو دنا جنيني يدور بشكل حر في دم الأم ولا يتواجد داخل خلية، يتم جمع عينة من دم الأم بواسطة بزل الوريد. يُعتبر تحليل الدنا الجنيني الحر طريقةَ تشخيصٍ غير باضعة قبل الولادة تُستخدم مع النساء الحوامل المتقدمات في الحمل بكثرة. بعد ساعتين من الولادة يختفي الدنا الجنيني الحر من دم الأم ويصبح غير قابل للكشف.

## الخلفية
يتواجد الدنا الجنيني الحر من خلال الخلايا الأرومية المغذية المستماتة. يتجزأ الدنا الجنيني حين تدخل الجسيمات الميكروية إلى الدورة الدموية للأم.
طول قطع الدنا الجنيني الحر حوالي 200 زوج قاعدي، وهي صغيرة بشكل كبير مقارنة بقطع دنا الأم. الفرق في الطول يسمح بتمييز قطع الدنا الجنيني عن قطع دنا الأم.
حوالي 11 إلى 13.4% من الدنا الحر من دون خلايا المتواجد في دم الأم أصله من الجنين. تتغير الكمية بشكل واسع بين النساء الحوامل. يظهر الدنا الجنيني الحر بعد خمس إلى سبع أسابيع من الحمل، وتزداد كميته مع تطور الحمل. كمية الدناسفف في دم الأم يتقلص بسرعة بعد الولادة، حيث بعد ساعتين يختفي ويصبح غير قابل للكشف في دم الأم.
قد توفر تحاليل الدنا الجنيني الحر تشاخيص مبكرة عن حالة الجنين من التقنيات الحالية، ولأنه يتواجد في دم الأم، أخذ عينات من الدم لا يصاحبه أي مخاطر للإجهاض العفوي. تحاليل الدناسفف لها نفس المشاكل العملية والأخلاقية مثل التقنيات الأخرى كجمع العينات ببزل السلى وفحص الزغابات المشيمية.
بعض سلبيات جمع عينات الدناسفف تشمل التركيز الضعيف له في دم الأم، اختلاف في تركيز الدناسفف بين النساء الحوامل، تركيز كبير لدنا الأم الحر مقارنة بدنا الجنين في دم الأم.
يُظهر دليل جديد على أن معدل فشل اختبار الدناسفف أعلى، النسبة الجنينية (نسبة الدنا الجنيني مقارنة بدنا الأم في عينة دم الأم) أقل والقيمة الإيجابية المتوقعة (Positive Predictive Value, PPV) للتثلث الصبغي 18 و13 والرنح النخاعي المخيخي (SCA) منخفضة في التلقيح الاصطناعي عنها في الحمل الطبيعي.